# Александровка (Владимировский сельский совет)
Алекса́ндровка (укр. Олександрівка) — село в Доманёвском районе Николаевской области Украины.
Население по переписи 2001 года составляло 398 человек. Почтовый индекс — 56455. Телефонный код — 5152. Занимает площадь 1,174 км².

## Местный совет
56455, Николаевская обл., Доманёвский р-н, с. Владимировка, ул. Ленина, 26